# اعترافات یک یاکوزا
اعترافات یک یاکوزا (به انگلیسی: Confessions of a Yakuza) (به ژاپنی: 浅草博徒一代, Asakusa bakuto ichidai) یک کتاب است که نویسنده و دکتر ژاپنی، جونیچی ساگا (۱۹۹۱) آن را نوشته است. این کتاب مجموعه ماجراهایی از زندگی بیمار دکتر، ایجی چی‌اِیجی، رئیس سابق یک باند یاکوزا را بازگو می‌کند که در ماه‌های آخر عمر خود برای دکتر گفته است.
کتاب تصویر پر رنگ و لعابی از زندگی در ژاپن، در نیمه اول قرن بیستم را در معرض دید قرار می‌دهد که ساختار و آداب و رسوم یک باند یاکوزا، جلسات قماربازی، زندگی در زندان و ارتش را در بر گرفته است. ترجمه انگلیسی این کتاب در ابتدا تحت عنوان «THE GAMBLER'S TALE: A Life in Japan's Underworld» (حکایت قمارباز: زندگی در دنیای تبهکاران ژاپن) منتشر شده بود.